# 쳐다보지 마라
《쳐다보지 마라》(영어: Don't Look Now)는 1973년 영국과 이탈리아 합작의 스릴러 영화이다. 대프니 듀모리에의 단편소설 〈지금 쳐다보지 마〉(Don't Look Now; 원제는 같다)를 원작으로 니컬러스 로그 감독이 연출하고 줄리 크리스티, 도널드 서덜랜드가 주인공 백스터 부부를 연기한다.
대한민국에 정식으로 개봉된 적이 없으며 한국어 제목도 일정하지 않다. '쳐다보지 마라' 외에도 '지금 뒤돌아 보지 마라', '지금 보면 안돼'로도 알려져 있으며, 영화 DVD는 '지금 보면 안돼'라는 제목으로 출시되었다. 원작 소설은 현대문학 단편전집에서 '지금 쳐다보지 마'라는 제목으로 번역되어 실렸다.

## 출연진
- 줄리 크리스티 - 로라 백스터
- 도널드 서덜랜드 - 존 백스터
- 힐러리 메이슨 - 헤더
- 클렐리아 만타니아 - 웬디
- 마시모 세라토 - 바르바리고 주교
- 레나토 스카르파 - 롱기 형사
- 조르조 트레스티니 - 노동자
- 레오폴도 트리에스테 - 호텔 매니저
- 데이비드 트리 - 앤서니 배비지
- 앤 라이 - 맨디 배비지
- 니컬러스 솔터 - 조니 백스터
- 샤론 윌리엄스 - 크리스틴 백스터
- 브루노 카타네오 - 사비오네 형사
- 아델리나 포에리오 - 난쟁이